# Зајечарска окружна лига у фудбалу
Зајечарска окружна лига је једна од 31 Окружних лига у фудбалу. Окружне лиге су пети ниво лигашких фудбалских такмичења у Србији. Виши степен такмичења је Зона Исток, a нижи Општинска лига Сокобања и Међупштинска лига Зајечар-Бољевац. Лига је основана 2010. године, а у у првој сезони је бројала 12 клубова. Кроз године се тај број увећавао и смањивао. Лига тренутно броји 18 клубова.

## Клубови у сезони 2018/19
| Клуб             | Место           | Општина/Град     |
| ---------------- | --------------- | ---------------- |
| Озрен            | Сокобања        | Општина Сокобања |
| ОФК Књаз         | Трговиште       | Општина Књажевац |
| ОФК 019          | Зајечар         | Град Зајечар     |
| Рготина          | Рготина         | Град Зајечар     |
| Миџор            | Кална           | Општина Књажевац |
| ОФК Ртањ         | Бољевац         | Општина Бољевац  |
| Малник           | Подгорац        | Општина Бољевац  |
| Слога            | Минићево        | Општина Књажевац |
| Граничар         | Велики Извор    | Град Зајечар     |
| Оснић            | Оснић           | Општина Бољевац  |
| Младост          | Сумраковац      | Општина Бољевац  |
| Раднички         | Лубница         | Град Зајечар     |
| Бучје            | Бучје           | Општина Књажевац |
| Велика Јасикова  | Велика Јасикова | Град Зајечар     |
| Требич           | Сокобања        | Општина Сокобања |
| Рудар Вршка Чука | Грљан           | Град Зајечар     |
| Косово           | Звездан         | Град Зајечар     |
| Омладинац        | Грезна          | Општина Књажевац |